# 石井次郎

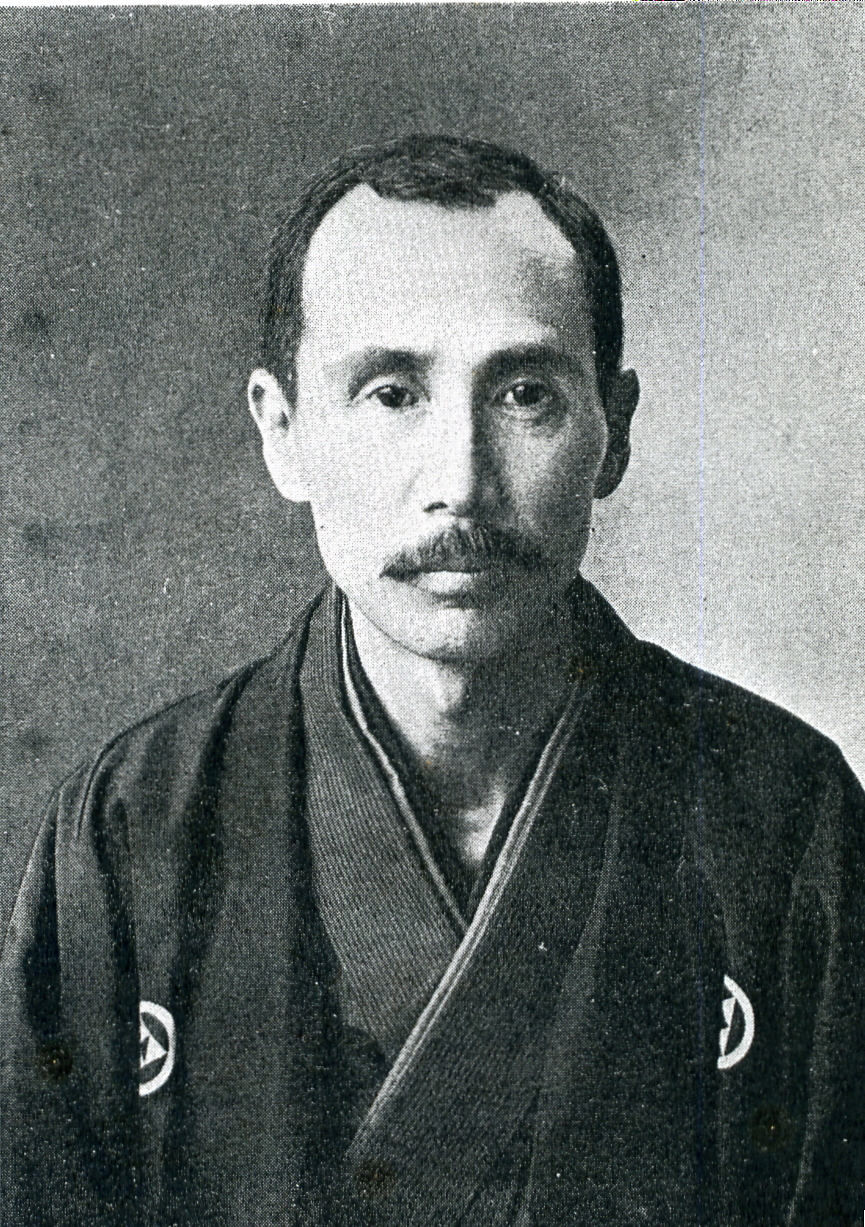
石井次郎の肖像写真

石井 次郎（いしい じろう、1868年7月8日（明治元年5月19日）- 1939年（昭和14年）3月19日）は、日本の教育者、実業家、政治家。衆議院議員をつとめた。

## 来歴・人物
現在の佐賀県多久市に生まれる。生家の石井家は、旧佐賀藩主鍋島家の外戚家門で、佐賀地方で繁栄した一族であった。
地元で小学校の教師として働き始めるが、郷里の先輩である大隈重信らの活躍に憧れて、政治家を志す。1888年（明治20年）には、弱冠20歳にして郡会議員に選ばれ、政治家としての第一歩を踏み出す。10年後には佐賀県会議員に当選し、その期間、第17代県会議長もつとめた。また、小城郡是製糸、多久金融、多久土地の各社の取締役社長などもつとめた。
県会議員時代から同僚議員や県民たちからの人望が厚く、周囲に推される形で衆議院議員選挙に立候補し、当選。1928年（昭和3年）から6年間あまり、衆議院議員として活躍した。
晩年は郷里に帰り、南多久村長、佐賀県農業会長、佐賀県町村会長、日本勧業銀行佐賀県地方顧問等を歴任し、郷里の発展に尽くした。性格は、物静かな一方で、意志が固く、常に筋の通った物言いであった。博識で品格を備え、衆議院議員を辞職するときも、「老いては後身に道を譲るべきである」、「民権政治家は世襲すべきではない」と言って潔く去っていったという。